# Włochy na Zimowych Igrzyskach Olimpijskich 1972
Włochy na Zimowych Igrzyskach Olimpijskich 1972 reprezentowało 44 zawodników: 41 mężczyzn i trzy kobiety. Był to jedenasty start reprezentacji Włoch na zimowych igrzyskach olimpijskich.

## Zdobyte medale
| Medal  | Zawodnik                                                                 | Dyscyplina            | Konkurencja               | Rezultat    |
| ------ | ------------------------------------------------------------------------ | --------------------- | ------------------------- | ----------- |
| Złoto  | Gustavo Thoeni                                                           | Narciarstwo alpejskie | Slalom gigant mężczyzn    | 3:09,62 min |
| Złoto  | Paul Hildgartner, Walter Plaikner                                        | Saneczkarstwo         | Dwójki mężczyzn           | 1:28,35 min |
| Srebro | Gustavo Thoeni                                                           | Narciarstwo alpejskie | Slalom specjalny mężczyzn | 1:50,28     |
| Srebro | Nevio De Zordo, Gianni Bonichon, Adriano Frassinelli, Corrado Dal Fabbro | Bobsleje              | Czwórki mężczyzn          | 4:43,83 min |
| Brąz   | Rolando Thoeni                                                           | Narciarstwo alpejskie | slalom specjalny mężczyzn | 1:50,30 min |

## Skład kadry

### Biathlon
Mężczyźni
| Zawodnik                                                    | Konkurencja         | czas biegu | Kary  | Łączny czas | Pozycja |
| ----------------------------------------------------------- | ------------------- | ---------- | ----- | ----------- | ------- |
| Willy Bertin                                                | Bieg na 20 km       | 1:16:03,04 | 5:00  | 1:21:03,04  | .16     |
| Giovanni Astegiano                                          | Bieg na 20 km       | 1:16:45,90 | 6:00  | 1:22:45,90  | 22.     |
| Pierantonio Clementi                                        | Bieg na 20 km       | 1:19:28,74 | 6:00  | 1:25:28,74  | 31.     |
| Lino Jordan                                                 | Bieg na 20 km       | 1:16:26,09 | 12;00 | 1:28:26,09  | 40.     |
| Willy Bertin Giovanni Astegiano Corrado Varesco Lino Jordan | Sztafeta 4 × 7,5 km | 1:59:47,62 | 6     | 1:59:47,62  | 10.     |

### Biegi narciarskie
Mężczyźni
| Zawodnik                                                  | Konkurencja        | czas               | Pozycja            |
| --------------------------------------------------------- | ------------------ | ------------------ | ------------------ |
| Carlo Favre                                               | Bieg na 15 km      | 47:59,07           | 24.                |
| Tonio Biondini                                            | Bieg na 15 km      | 48:10,09           | 27.                |
| Franco Stella                                             | Bieg na 15 km      | 48:17,14           | 28.                |
| Franco Nones                                              | Bieg na 15 km      | 49:35,43           | 40.                |
| Elviro Blanc                                              | Bieg na 30 km      | 1:41:44,32         | 20.                |
| Ulrico Kostner                                            | Bieg na 30 km      | 1:42:44,06         | 24.                |
| Renzo Chiocchetti                                         | Bieg na 30 km      | 1:44:35,03         | 32.                |
| Attilio Lombard                                           | Bieg na 30 km      | 1:45:03,72         | 36.                |
| Elviro Blanc                                              | Bieg na 50 km      | 2:51:25,19         | 21.                |
| Attilio Lombard                                           | Bieg na 50 km      | 2:51:39,65         | 22.                |
| Tonio Biondini                                            | Bieg na 50 km      | 2:54:28,39         | 25.                |
| Ulrico Kostner                                            | Bieg na 50 km      | Nie ukończył biegu | Nie ukończył biegu |
| Carlo Favre Elviro Blanc Renzo Chiocchetti Ulrico Kostner | Sztafeta 4 × 10 km | 2:12:07,11         | 9.                 |

### Bobsleje
Mężczyźni
| Osada  | Zawodnik                                                              | Konkurencja | Ślizg 1 | Ślizg 2 | Ślizg 3 | Ślizg 4 | Łącznie | Pozycja |
| ------ | --------------------------------------------------------------------- | ----------- | ------- | ------- | ------- | ------- | ------- | ------- |
| ITA-I  | Gianfranco Gaspari Mario Armano                                       | Dwójki      | 1:15,62 | 1:16,52 | 1:13,71 | 1:14,60 | 5:00,45 | 4.      |
| ITA-II | Enzo Vicario Corrado Dal Fabbro                                       | Dwójki      | 1:17,20 | 1:16,77 | 1:14,23 | 1:15,46 | 5:03,66 | 10.     |
| ITA-I  | Nevio De Zordo Gianni Bonichon Adriano Frassinelli Corrado Dal Fabbro | Czwórki     | 1:11,39 | 1:11,33 | 1:10,19 | 1:10,92 | 4:43,83 | srebro  |
| ITA-II | Gianfranco Gaspari Roberto Zandonella Mario Armano Luciano De Paolis  | Czwórki     | 1:11,89 | 1:12,49 | 1:11,11 | 1:11,24 | 4:46,73 | 8.      |

### Kombinacja norweska
Mężczyźni
| Zawodnik        | Konkurencja   | Bieg narciarski | Bieg narciarski | Bieg narciarski | Skoki narciarskie | Skoki narciarskie | Skoki narciarskie | Skoki narciarskie | Skoki narciarskie | Skoki narciarskie | Skoki narciarskie | Skoki narciarskie | Łącznie | Pozycja |
| Zawodnik        | Konkurencja   | Czas biegu      | Pozycja         | Punkty          | Skok 1            | Nota              | Skok 2            | Nota              | Skok 3            | Nota              | Punkty            | Pozycja           | Łącznie | Pozycja |
| --------------- | ------------- | --------------- | --------------- | --------------- | ----------------- | ----------------- | ----------------- | ----------------- | ----------------- | ----------------- | ----------------- | ----------------- | ------- | ------- |
| Ezio Damolin    | Indywidualnie | 50:58,1         | 13.             | 197,020         | 68,0              | 80,1              | 70,0              | 84,9              | 73,5              | 90,3              | 175,2             | 21.               | 372,220 | 16.     |
| Fabio Morandini | Indywidualnie | 50:43,7         | 11.             | 199,180         | 58,5              | 61,9              | 67,0              | 79,6              | 65,0              | 39,2              | 141,5             | 36.               | 340,680 | 30.     |

### Łyżwiarstwo figurowe
| Zawodnik       | Konkurencja | Nota   | Pozycja |
| -------------- | ----------- | ------ | ------- |
| Rita Trapanese | Solistki    | 2574,8 | 7.      |

### Łyżwiarstwo szybkie
Mężczyźni
| Zawodnik         | Konkurencja   | Konkurencja   | Konkurencja    | Konkurencja    | Konkurencja    | Konkurencja    | Konkurencja      | Konkurencja      |
| Zawodnik         | Bieg na 500 m | Bieg na 500 m | Bieg na 1500 m | Bieg na 1500 m | Bieg na 5000 m | Bieg na 5000 m | Bieg na 10 000 m | Bieg na 10 000 m |
| Zawodnik         | Czas          | Miejsce       | Czas           | Miejsce        | Czas           | Miejsce        | Czas             | Miejsce          |
| ---------------- | ------------- | ------------- | -------------- | -------------- | -------------- | -------------- | ---------------- | ---------------- |
| Bruno Toniolli   | 42,67         | 25.           | 2:10,24        | 18.            | 7:57,30        | 17.            | 16:14,52         | 16.              |
| Giancarlo Gloder |               |               | 2:14,07        | 27.            | 7:55,77        | 15.            | 16:21,42         | 17.              |

### Narciarstwo alpejskie
Mężczyźni
| Zawodnik          | Konkurencja | Konkurencja | Konkurencja         | Konkurencja         | Konkurencja   | Konkurencja   | Konkurencja         | Konkurencja              | Konkurencja              | Konkurencja              |
| Zawodnik          | Zjazd       | Zjazd       | Slalom gigant       | Slalom gigant       | Slalom gigant | Slalom gigant | Slalom specjalny    | Slalom specjalny         | Slalom specjalny         | Slalom specjalny         |
| Zawodnik          | Czas        | Pozycja     | Czas 1-go przejazdu | Czas 2-go przejazdu | Czas łączny   | Pozycje       | Czas 1-go przejazdu | Czas 2-go przejazdu      | Czas łączny              | Pozycja                  |
| ----------------- | ----------- | ----------- | ------------------- | ------------------- | ------------- | ------------- | ------------------- | ------------------------ | ------------------------ | ------------------------ |
| Marcello Varallo  | 1:53,85     | 10.         |                     |                     |               |               |                     |                          |                          |                          |
| Giuliano Besson   | 1:54,15     | 11.         |                     |                     |               |               |                     |                          |                          |                          |
| Stefano Anzi      | 1:54,15     | 11.         |                     |                     |               |               |                     |                          |                          |                          |
| Gustavo Thoeni    | 1:54,37     | 13.         | 1:32,19             | 1:37,43             | 3:09,62       | złoto         | 56,69               | 53,59                    | 1:50,28                  | srebro                   |
| Eberardo Schmalzl |             |             | 1:34,22             | 1:40,50             | 3:14,72       | 13.           | 56,11               | 54,72                    | 1:50,83                  | 6.                       |
| Helmuth Schmalzl  |             |             | 1:35,72             | 1:39,63             | 3:15,35       | 16.           |                     |                          |                          |                          |
| Rolando Thoeni    |             |             | 1:35,83             | 1:44,90             | 3:20,73       | 27.           | 56,14               | 54,16                    | 1:50,30                  | brąz                     |
| Erwin Stricker    |             |             |                     |                     |               |               | Dyskwalifikacja     | Nie ukończył konkurencji | Nie ukończył konkurencji | Nie ukończył konkurencji |

### Saneczkarstwo
Mężczyźni
| Zawodnik                         | Konkurencja | Ślizg 1 | Ślizg 2 | Ślizg 3 | Ślizg 4 | Łącznie | Pozycja |
| -------------------------------- | ----------- | ------- | ------- | ------- | ------- | ------- | ------- |
| Paul Hildgartner                 | Jedynki     | 53,66   | 52,76   | 51,94   | 52,19   | 3:30,55 | 8.      |
| Karl Brunner                     | Jedynki     | 53,14   | 53,26   | 52,28   | 52,19   | 3:30,87 | 9.      |
| Emilio Lechner                   | Jedynki     | 53,59   | 53,49   | 52,20   | 52,13   | 3:31,41 | 11.     |
| Leo Atzwanger                    | Jedynki     | 54,41   | 54,32   | 53,38   | 53,22   | 3:35,33 | 21.     |
| Paul Hildgartner Walter Plaikner | Dwójki      | 44,21   | 44,14   |         |         | 1:28,35 | złoto   |
| Sigisfredo Mair Ernesto Mair     | Dwójki      | 45,22   | 45,04   |         |         | 1:30,26 | 8.      |

Kobiety
| Zawodnik      | Konkurencja | Ślizg 1                   | Ślizg 2                   | Ślizg 3                   | Ślizg 4                   | Łącznie                   | Pozycja                   |
| ------------- | ----------- | ------------------------- | ------------------------- | ------------------------- | ------------------------- | ------------------------- | ------------------------- |
| Sarah Felder  | Jedynki     | 45,90                     | 45,93                     | 45,99                     | 45,08                     | 3:02,90                   | 8.                        |
| Erika Lechner | Jedynki     | Nie ukończyła konkurencji | Nie ukończyła konkurencji | Nie ukończyła konkurencji | Nie ukończyła konkurencji | Nie ukończyła konkurencji | Nie ukończyła konkurencji |

### Skoki narciarskie
Mężczyźni
| Konkurencja            | Skoczek      | Skok 1    | Skok 1 | Skok 2    | Skok 2 | Nota  | Pozycja |
| Konkurencja            | Skoczek      | odległość | Nota   | odległość | Nota   | Nota  | Pozycja |
| ---------------------- | ------------ | --------- | ------ | --------- | ------ | ----- | ------- |
| Skocznia normalna K-86 | Ezio Damolin | 68,0      | 87,0   | 62,5      | 75,7   | 162,7 | 55.     |